# Kurt Lück
Kurt Lück (ur. 28 grudnia 1900 w Colmarze, Prowincja Poznańska, zm. 5 marca 1942 koło Orszy, Białoruś) – niemiecki historyk, etnograf, działacz mniejszościowy w Polsce, podpułkownik w korpusie oficerów SS, doktor nauk filozoficznych.

## Życiorys
Maturę zdał w 1918 roku, następnie jako niemiecki ochotnik uczestniczył w walkach Powstania Wielkopolskiego. Brał udział w obronie Chodzieży 8 stycznia 1919 r. Uczestniczył w walkach o Piłę. Między innymi za tę działalność otrzymał Krzyż Żelazny II klasy.
Po opuszczeniu Polski i studiował slawistykę, filologię angielską i germańską na Uniwersytecie Wrocławskim. Był zaangażowany w niemieckie ruchy na terenie Prowincji Poznańskiej. W 1922 był promotorem powstania organizacji studenckiej Związek Studentów Niemieckich w Polsce (VDH – Verein Deutscher Hochschüler). Studia ukończył w 1924 składając dysertację o polskich chłopach w powieściach XIX wieku. Następnie wrócił do Polski dorabiając jako tłumacz. Zaangażował się w rozwijające się niemieckie organizacje mniejszościowe finansowane przez Republikę Weimarską. Skończył drugie studia – gospodarkę narodową na Uniwersytecie Poznańskim. Tam też uzyskał tytuł naukowy doktora filozofii. Próbował stworzyć silne niemieckie zrzeszenie w Łucku na Wołyniu.
Po 1934 objął ważne funkcje wewnątrz organizacji mniejszości niemieckiej w Wielkopolsce, m.in. jako kierownik „Poznańskiego Towarzystwa Historycznego” (niem. Historische Gesellschaft für Posen) oraz jako redaktor „Niemieckiego Miesięcznika w Polsce” (niem. Deutsche Monatshefte in Polen). Działał jako mąż zaufania niemieckich organizacji, m.in. jako członek „Północno-wschodniej niemieckiej wspólnoty badawczej” (niem. Nordostdeutsche Forschungsgemeinschaft). Był też jednym z szefów Związku Niemieckich Bibliotek w Polsce. Z listy mniejszości niemieckiej kilkakrotnie brał udział w wyborach do Sejmu i Senatu Rzeczypospolitej. Na krótko przed wybuchem wojny w 1939 został aresztowany przez władze polskie.
Po wybuchu wojny został zwolniony. Następnie został członkiem „niemieckiej ludowej samoobrony” (niem. Volksdeutscher Selbstschutz), która angażowała się w prześladowania i zamachy na polską inteligencję. Jako kierownik tzw. Gräberzentrale dokumentował prześladowania dokonywane przez ludność polską na ludności niemieckiej. Zgodnie z ówczesną propagandą III Rzeszy zawyżał liczbę ofiar.
W marcu 1940 roku został żołnierzem SS. Jako kapitan SS działał w NSDAP (od jesieni 1941, dopisany wstecz na grudzień 1940) pomagając w przesiedleniach ludności niemieckiej z Europy wschodniej do Polski. Po wybuchu walk z Rosją Radziecką w 1941 dobrowolnie zaciągnął się do oddziałów Wehrmachtu. W marcu 1942 podczas akcji oczyszczania środkowego odcinka frontu wschodniego został zastrzelony przez sowieckich partyzantów.
Lück w swoich pracach naukowych łączył aspekty historyczne i etnograficzne na aktywnym polu badań pomiędzy narodem polskim i niemieckim. Zajmował się polskimi pracami badając i pokazując wpływ kultury niemieckiej. Był propagatorem zasług Niemców dla ucywilizowania ziem ruskich Rzeczypospolitej. Autor wielu nazistowskich książek i publikacji.

## Literatura
- Michael Burleigh: Germany Turns Eastwards. A Study of Ostforschung in the Third Reich, Cambridge 1988.
- Eike Eckert: Die wissenschaftliche Sozialisation des Osteuropahistorikers Gotthold Rhode. Berlin (Unveröff. Magisterarbeit) 2003, S. 66–70.
- Michael Fahlbusch: Wissenschaft im Dienst der nationalsozialistischen Politik, Baden-Baden 1999.
- Hans-Werner Rautenberg: Das historiographische Werk Kurt Lücks, in: Zwischen Konfrontation und Kompromiß. München 1995, S. 95–107.
- Jan Zimmermann: Die Kulturpreise der Stiftung F.V.S. 1935 – 1945. Darstellung und Dokumentation Hrsg. von der Alfred Toepfer Stiftung F.V.S. Hamburg 2000.